# Singleplayer

Pac-Man este un exemplu de joc single-player.

Singleplayer este un mod de joc (nu neapărat video) în care participă un singur jucător. Un joc singleplayer este, de obicei, un joc care poate fi jucat numai de o singură persoană, în timp ce modul "single player" este de obicei un mod de joc conceput pentru a fi jucat de un singur jucător, deși jocul conține, de asemenea, moduri multi-player.
Cele mai multe jocuri moderne sunt proiectate astfel încât să poată fi jucate de un singur jucător; deși multe dintre aceste jocuri au moduri care permit doi sau mai mulți jucători să joace (nu neapărat simultan).